# Ліга Європи УЄФА 2017—2018
Ліга Європи УЄФА 2017–2018 — дев'ятий розіграш щорічного футбольного клубного змагання, яке до зміни формату називалось «Кубок УЄФА». Фінальний матч відбувся в Десін-Шарп'є, Франція на стадіоні «Парк Олімпік Ліонне». Втретє кубок Ліги Європи здобув іспанський Атлетіко.
Переможець турніру кваліфікувався до Ліги чемпіонів УЄФА 2018-19, а також отримав право зіграти проти переможця Ліги чемпіонів УЄФА 2017-18 в Суперкубку УЄФА 2018.

## Розподіл асоціацій
У Лізі Європи УЄФА 2017-18 візьмуть участь 190 команд з усіх 55 асоціацій членів УЄФА. Рейтинг асоціацій, оснований на таблиці коефіцієнтів УЄФА, використовується для визначення кількості команд-учасниць для кожної асоціації:
- Асоціації 1-51 (крім Ліхтенштейну) представлені трьома (3) командами
- Асоціації 52-54 представлені двома (2) командами
- Ліхтенштейн та Косово представлені однією (1) командою
- А також 33 команди-невдахи Ліги чемпіонів УЄФА 2017-18 переходять в Лігу Європи

### Рейтинг асоціацій
Асоціації отримують місця у Лізі Європи УЄФА 2017-18 відповідно до таблиці коефіцієнтів УЄФА 2016 (з 2011 по 2016 рік).
Позначення:
- (ЛЄ) – вакантна путівка через те, що переможець Ліги Європи потрапив до Ліги чемпіонів

| Рейтинг | Асоціація  | Коеф.   | К-ть команд |
| ------- | ---------- | ------- | ----------- |
| 1       | Іспанія    | 105,713 | 3           |
| 2       | Німеччина  | 80,177  | 3           |
| 3       | Англія     | 76,284  | 3-1 (ЛЄ)    |
| 4       | Італія     | 70,439  | 3           |
| 5       | Португалія | 53,082  | 3           |
| 6       | Франція    | 52,749  | 3           |
| 7       | Росія      | 51,082  | 3           |
| 8       | Україна    | 44,883  | 3           |
| 9       | Бельгія    | 40,000  | 3           |
| 10      | Нідерланди | 35,563  | 3           |
| 11      | Туреччина  | 34,600  | 3           |
| 12      | Швейцарія  | 33,775  | 3           |
| 13      | Чехія      | 32,925  | 3           |
| 14      | Греція     | 29,700  | 3           |
| 15      | Румунія    | 25,383  | 3           |
| 16      | Австрія    | 25,100  | 3           |
| 17      | Хорватія   | 23,875  | 3           |
| 18      | Польща     | 22,500  | 3           |
| 19      | Кіпр       | 22,175  | 3           |

| Рейтинг | Асоціація   | Коеф.  | К-ть команд |
| ------- | ----------- | ------ | ----------- |
| 20      | Білорусь    | 20,000 | 3           |
| 21      | Швеція      | 19,875 | 3           |
| 22      | Норвегія    | 19,250 | 3           |
| 23      | Ізраїль     | 18,625 | 3           |
| 24      | Данія       | 18,600 | 3           |
| 25      | Шотландія   | 17,300 | 3           |
| 26      | Азербайджан | 14,875 | 3           |
| 27      | Сербія      | 14,625 | 3           |
| 28      | Казахстан   | 14,125 | 3           |
| 29      | Болгарія    | 13,125 | 3           |
| 30      | Словенія    | 13,125 | 3           |
| 31      | Словаччина  | 12,000 | 3           |
| 32      | Ліхтенштейн | 10,500 | 1           |
| 33      | Угорщина    | 9,875  | 3           |
| 34      | Молдова     | 9,125  | 3           |
| 35      | Ісландія    | 8,750  | 3           |
| 36      | Грузія      | 8,125  | 3           |
| 37      | Фінляндія   | 7,400  | 3           |

| Рейтинг | Асоціація            | Коеф. | К-ть команд |
| ------- | -------------------- | ----- | ----------- |
| 38      | Боснія і Герцеговина | 7,125 | 3           |
| 39      | Албанія              | 6,625 | 3           |
| 40      | Македонія            | 6,000 | 3           |
| 41      | Ірландія             | 5,450 | 3           |
| 42      | Латвія               | 5,375 | 3           |
| 43      | Люксембург           | 5,250 | 3           |
| 44      | Чорногорія           | 4,875 | 3           |
| 45      | Литва                | 4,625 | 3           |
| 46      | Північна Ірландія    | 4,500 | 3           |
| 47      | Естонія              | 4,250 | 3           |
| 48      | Вірменія             | 4,125 | 3           |
| 49      | Фарерські острови    | 3,625 | 3           |
| 50      | Мальта               | 3,583 | 3           |
| 51      | Уельс                | 3,500 | 3           |
| 52      | Гібралтар            | 1.000 | 2           |
| 53      | Андорра              | 0.999 | 2           |
| 54      | Сан-Марино           | 0.333 | 2           |
| 55      | Косово               | 0.000 | 1           |

### Розподіл за раундами
| Раунд                                      | Команди, що починають з цього раунду | Команди, що вийшли з попереднього раунду                   | Команди, що вибули з Ліги Чемпіонів                                                |
| ------------------------------------------ | --- | ---------------------------------------------------------- | ---------------------------------------------------------------------------------- |
| Перший кваліфікаційний раунд (102 команди) | - 31 володар кубків асоціацій 25-55 - 36 клубів, що зайняли другі місця в асоціаціях 18-54 (крім Ліхтенштейну) - 35 клубів, що зайняли треті місця в асоціаціях 16-51 (крім Ліхтенштейну) |                                                            |                                                                                    |
| Другий кваліфікаційний раунд (66 команд)   | - 7 володарів кубків асоціацій 18-24 - 2 клуби, що зайняли другі місця в асоціаціях 16-17 - 6 клубів, що зайняли четверті місця в асоціаціях 10-15 | - 51 переможцець першого кваліфікаційного раунду           |                                                                                    |
| Третій кваліфікаційний раунд (58 команд)   | - 5 володарів кубків асоціацій 13-17 - 9 клубів, що зайняли треті місця в асоціаціях 7-15 - 5 клубів, що зайняли четверті місця в асоціаціях 5-9 - 3 клуби, що зайняли п'яті місця в асоціаціях 4-6 (Володар кубка ліги для Франції) - 3 клуби, що зайняли шості місця в асоціаціях 1-3 (Володар кубка ліги для Англії) | - 33 переможці другого кваліфікаційного раунду             |                                                                                    |
| Раунд плей-оф (44 команди)                 | | - 29 переможців третього кваліфікаційного раунду           | - 15 клубів, які вибули після третього кваліфікаційного раунду Ліги чемпіонів УЄФА |
| Груповий етап (48 команд)                  | - 12 володарів кубків асоціацій 1-12 - 1 клуб, що зайняв четверте місце в асоціації 4 - 3 клуби, що зайняли п'яті місця в асоціаціях 1-3 | - 22 переможці раунду плей-оф                              | - 10 клубів, які вибули після раунду плей-оф Ліги чемпіонів УЄФА                   |
| Плей-оф (32 команди)                       | | - 24 команди, що зайняли перші два місця в груповому етапі | - 8 команд, що зайняли треті місця в груповому етапі Ліги чемпіонів УЄФА           |

### Список учасників
Теги в дужках вказують на те, як команда потрапила в турнір:
- ПК: переможець національного кубка
- 2-е, 3-є, 4-е, і т. д.: позиція в чемпіонаті
- ПП: переможці післясезонного європейського плей-оф
- ЛЧ: команди, що вибули з Ліги чемпіонів
  - ГР: груповий етап
  - П-О: раунд плей-оф
  - 3КР: 3-й кваліфікаційний раунд

| 1/16 фіналу                  | 1/16 фіналу               | 1/16 фіналу                  | 1/16 фіналу                            |
| ---------------------------- | ------------------------- | ---------------------------- | -------------------------------------- |
| Атлетіко (ЛЧ ГР)             | РБ Лейпциг (ЛЧ ГР)        | Спортінг (Лісабон) (ЛЧ ГР)   | ЦСКА (ЛЧ ГР)                           |
| Боруссія (Дортмунд) (ЛЧ ГР)  | Наполі (ЛЧ ГР)            | Спартак (Москва) (ЛЧ ГР)     | Селтік (ЛЧ ГР)                         |
| Груповий етап                |                           |                              |                                        |
| Вільярреал (5-е)             | Віторія (Гімарайнш) (4-е) | Лугано (3-є)                 | Стяуа (ЛЧ П-О)                         |
| Реал Сосьєдад (6-е)          | Ліон (4-е)                | Фастав (ПК)                  | Рієка (ЛЧ П-О)                         |
| Кельн (5-е)                  | Локомотив (ПК)            | Гоффенгайм 1899 (ЛЧ П-О)     | Хапоель (Беер-Шева) (ЛЧ П-О)           |
| Герта (6-е)                  | Зоря (3-є)                | Ніцца (ЛЧ П-О)               | Копенгаген (ЛЧ П-О)                    |
| Арсенал (ПК)                 | Зюлте-Варегем (ПК)        | Істанбул Башакшехір (ЛЧ П-О) | Астана (ЛЧ П-О)                        |
| Аталанта (4-е)               | Вітессе (ПК)              | Янг Бойз (ЛЧ П-О)            |                                        |
| Лаціо (5-е)                  | Коньяспор (ПК)            | Славія (ЛЧ П-О)              |                                        |
| Раунд плей-оф                |                           |                              |                                        |
| Динамо (ЛЧ 3КР)              | АЕК (ЛЧ 3КР)              | БАТЕ (ЛЧ 3КР)                | Шериф (ЛЧ 3КР)                         |
| Брюгге (ЛЧ 3КР)              | Віїторул (ЛЧ 3КР)         | Русенборг (ЛЧ 3КР)           | Гапнарфйордур (ЛЧ 3КР)                 |
| Аякс (ЛЧ 3КР)                | Ред Булл (ЛЧ 3КР)         | Партизан (ЛЧ 3КР)            | Вардар (ЛЧ 3КР)                        |
| Вікторія (ЛЧ 3КР)            | Легія (ЛЧ 3КР)            | Лудогорець (ЛЧ 3КР)          |                                        |
| Третій кваліфікаційний раунд |                           |                              |                                        |
| Атлетік (7-е)                | Бордо (6-е)               | ПСВ (3-є)                    | Університатя (Крайова) (5-е)[Прим ROU] |
| Фрайбург (7-е)               | Зеніт (3-є)               | Фенербахче (3-є)             | Аустрія (2-е)                          |
| Евертон (7-е)                | Краснодар (4-е)           | Сьйон (4-е)                  | Динамо (2-е)                           |
| Мілан (6-е)                  | Олімпік (4-е)             | Спарта (3-є)                 | Арка (ПК)                              |
| Брага (5-е)                  | Олександрія (5-е)         | ПАОК (ПК)                    |                                        |
| Марітіму (6-е)               | Гент (3-є)                | Панатінаїкос (4-е)           |                                        |
| Марсель (5-е)                | Остенде (ПП)              | Динамо (3-є)                 |                                        |
| Другий кваліфікаційний раунд |                           |                              |                                        |
| Утрехт (ПП)                  | Паніоніос (5-е)           | Аполлон (ПК)                 | Бней-Єгуда (ПК)                        |
| Галатасарай (4-е)            | Астра (6-е)[Прим ROU]     | Динамо (Брест) (ПК)          | Брондбю (2-е)                          |
| Люцерн (5-е)                 | Штурм (3-є)               | Естерсунд (ПК)               | Абердин (2-е)                          |
| Млада Болеслав (4-е)         | Хайдук (3-є)              | Бранн (2-е)                  | Габала (2-е)                           |
| Перший кваліфікаційний раунд |                           |                              |                                        |
| Альтах (4-е)                 | Ордабаси (4-е)            | ВПС (4-е)                    | Крузейдерс (2-е)                       |
| Осієк (4-е)                  | Ботев (Пловдив) (ПК)      | Широкі Брієг (ПК)            | Колрейн (3-є)                          |
| Ягеллонія (2-е)              | Левські (3-є)             | Желєзнічар (2-е)             | Балліміна Юнайтед (ПП)                 |
| Лех (3-є)                    | Дунав (4-е)[Прим BUL]     | Сараєво (3-є)                | Левадія (2-е)                          |
| АЕК (2-е)                    | Домжале (ПК)              | Тирана (ПК)                  | Нимме Калью (3-є)                      |
| АЕЛ (4-е)                    | Горіца (2-е)              | Партизані (2-е)              | Флора (4-е)                            |
| Шахтар (2-е)                 | Олімпія (3-є)             | Скендербеу (3-є)             | Ширак (ПК)                             |
| Динамо (Мінськ) (3-є)        | Слован (Братислава) (ПК)  | Пелістер (ПК)                | Гандзасар (2-е)                        |
| АІК (2-е)                    | Ружомберок (3-є)          | Шкендія (2-е)                | Пюнік (4-е)                            |
| Норрчепінг (3-є)             | Тренчин (4-е)             | Работнічкі (3-є)             | Клаксвік (ПК)                          |
| Одд (3-є)                    | Вадуц (ПК)                | Корк Сіті (ПК)               | НСІ Рунавік (3-є)                      |
| Гаугесун (4-е)               | Ференцварош (ПК)          | Деррі Сіті (3-є)[Прим IRL]   | Б36 Торсгавн (4-е)                     |
| Маккабі (Тель-Авів) (2-е)    | Відеотон (2-е)            | Шемрок Роверс (4-е)          | Флоріана (ПК)                          |
| Бейтар (3-є)                 | Вашаш (3-є)               | Вентспілс (ПК)               | Бальцан (2-е)                          |
| Люнгбю (3-є)                 | Дачія (2-е)               | Єлгава (2-е)                 | Валетта (4-е)[Прим MLT]                |
| Мідтьюлланн (ПП)             | Мілсамі (3-є)             | Лієпая (4-е)                 | Бала Таун (ПК)                         |
| Рейнджерс (3-є)              | Заря (4-е)                | Діфферданж 03 (2-е)          | Коннаг'с Куей Номандс (2-е)            |
| Сент-Джонстон (4-е)          | Валюр (ПК)                | Фола (3-є)                   | Бангор Сіті (ПП)                       |
| Інтер (3-є)                  | Стьярнан (2-е)            | Прогрес (4-е)                | Лінкольн (2-е)                         |
| Зіра (4-е)                   | Рейк'явік (3-є)           | Сутьєска (ПК)                | Сент-Джозефс (3-є)                     |
| Црвена Звезда (2-е)          | Торпедо (ПК)              | Зета (2-е)                   | УЕ Санта-Колома (ПК)                   |
| Воєводина (3-є)              | Чихура (2-е)              | Младост (3-є)                | Сан-Жулія (2-е)                        |
| Младост (Лучані) (4-е)       | Динамо (Батумі) (3-є)     | Тракай (2-е)                 | Тре Пенне (ПК)                         |
| Кайрат (2-е)                 | СЯК (ПК)                  | Судува (3-є)                 | Фольгоре (3-є)                         |
| Іртиш (3-є)                  | ГІК (2-е)                 | Атлантас (4-е)               | Приштина (2-е)[Прим KOS]               |

Примітки
1. ^ Болгарія (BUL): ЦСКА, що посів 2-е місце в Професіональній футбольній групі А 2016–2017, кваліфікувалася до першого кваліфікаційного раунду, але не був допущений до змагань УЄФА через те, що клуб було визнано реорганізованим як новий, таким чином не пройшовши «правило трьох років».[1] Отже, путівка надана Дунаву, що посів 4-е місце.
2. ^ Ірландія (IRL): Деррі Сіті розташований у Північній Ірландії, але бере участь у Лізі Європи через одну із путівок від Ірландії (усі очки коефіцієнту, які здобуває цей клуб, нараховуються Ірландії, а не Північній Ірландії).
3. ^ Косово (KOS): Беса, переможець Кубка Косова з футболу 2016—2017, кваліфікувався до першого кваліфікаційного раунду, але не отримав ліцензію від УЄФА.[2] Отже, путівка надана Приштині, що посіла 2-е місце в Чемпіонаті Косова з футболу 2016—2017
4. ^ Мальта (MLT): Біркіркара, що посіла 3-є місце в Чемпіонаті Мальти з футболу 2016–2017, кваліфікувалася до першого кваліфікаційного раунду, але не отримала ліцензію від УЄФА.[3] Отже, путівка надана Валетті, що посіла 4-е місце.
5. ^ Румунія (ROU): Волунтарі, переможець Кубка Румунії з футболу 2016—2017, кваліфікувався до третього кваліфікаційного раунду, та Клуж, що посів 4-е місце в Лізі I 2016—2017, кваліфікувався до другого кваліфікаційного раунду, але обидва не отримали ліцензію від УЄФА.[4] Отже, путівка в третій кваліфікаційний раунд надана Університаті (Крайова), що посіла 5-е місце, а путівка в другий кваліфікаційний раунд надана Астрі, що посіла 6-е місце.

## Розклад матчів і жеребкувань
Всі жеребкування пройдуть у штаб-квартирі УЄФА в Ньйоні, Швейцарія, якщо не вказано інше.
| Фаза                    | Раунд                        | Жеребкування            | Перший матч                                           | Матч-відповідь                                        |
| ----------------------- | ---------------------------- | ----------------------- | ----------------------------------------------------- | ----------------------------------------------------- |
| Кваліфікація            | Перший кваліфікаційний раунд | 19 червня 2017          | 29 червня 2017                                        | 6 липня 2017                                          |
| Кваліфікація            | Другий кваліфікаційний раунд | 19 червня 2017          | 13 липня 2017                                         | 20 липня 2017                                         |
| Кваліфікація            | Третій кваліфікаційний раунд | 14 липня 2017           | 27 липня 2017                                         | 3 серпня 2017                                         |
| Кваліфікаційний плей-оф | Раунд плей-оф                | 4 серпня 2017           | 17 серпня 2017                                        | 24 серпня 2017                                        |
| Груповий турнір         | Тур 1                        | 25 серпня 2017 (Монако) | 14 вересня 2017                                       | 14 вересня 2017                                       |
| Груповий турнір         | Тур 2                        | 25 серпня 2017 (Монако) | 28 вересня 2017                                       | 28 вересня 2017                                       |
| Груповий турнір         | Тур 3                        | 25 серпня 2017 (Монако) | 19 жовтня 2017                                        | 19 жовтня 2017                                        |
| Груповий турнір         | Тур 4                        | 25 серпня 2017 (Монако) | 2 листопада 2017                                      | 2 листопада 2017                                      |
| Груповий турнір         | Тур 5                        | 25 серпня 2017 (Монако) | 23 листопада 2017                                     | 23 листопада 2017                                     |
| Груповий турнір         | Тур 6                        | 25 серпня 2017 (Монако) | 7 грудня 2017                                         | 7 грудня 2017                                         |
| Плей-оф                 | 1/16 фіналу                  | 11 грудня 2017          | 15 лютого 2018                                        | 22 лютого 2018                                        |
| Плей-оф                 | 1/8 фіналу                   | 23 лютого 2018          | 8 березня 2018                                        | 15 березня 2018                                       |
| Плей-оф                 | Чвертьфінал                  | 16 березня 2018         | 5 квітня 2018                                         | 12 квітня 2018                                        |
| Плей-оф                 | Півфінал                     | 13 квітня 2018          | 26 квітня 2018                                        | 3 травня 2018                                         |
| Плей-оф                 | Фінал                        | 13 квітня 2018          | 16 травня 2018 на «Парк Олімпік Ліонне», Десін-Шарп'є | 16 травня 2018 на «Парк Олімпік Ліонне», Десін-Шарп'є |

## Кваліфікація
У кваліфікаційних раундах і плей-оф команди розподіляються на сіяні та несіяні відповідно до їхнього рейтингу у таблиці коефіцієнтів УЄФА—2017, за якими проводиться жеребкування, що розподіляє пари у двоматчевому протистоянні. Команди з однієї країни не грають одна з одною.

### Перший кваліфікаційний раунд
Жеребкування відбулося 19 червня 2017 року. Перші матчі відбулися 29 червня 2017 року, матчі-відповіді — 4 та 6 липня 2017 року.
| Команда 1             | Заг.           | Команда 2           | 1-й матч | 2-й матч |
| --------------------- | -------------- | ------------------- | -------- | -------- |
| Маккабі (Тель-Авів)   | 5:0            | Тирана              | 2:0      | 3:0      |
| Младост (Лучані)      | 0:5            | Інтер               | 0:3      | 0:2      |
| Ширак                 | 2:4            | Горіца              | 0:2      | 2:2      |
| Шкендія               | 7:0            | Дачія               | 3:0      | 4:0      |
| Тренчин               | 8:1            | Торпедо             | 5:1      | 3:0      |
| Кайрат                | 8:1            | Атлантас            | 6:0      | 2:1      |
| Чихура                | 1:2            | Альтах              | 0:1      | 1:1      |
| Зіра                  | 4:1            | Діфферданж 03       | 2:0      | 2:1      |
| Левські               | 3:1            | Сутьєска            | 3:1      | 0:0      |
| Лех                   | 7:0            | Пелістер            | 4:0      | 3:0      |
| Бейтар                | 7:3            | Вашаш               | 4:3      | 3:0      |
| Фола                  | 3:2            | Мілсамі             | 2:1      | 1:1      |
| Воєводина             | 2:3            | Ружомберок          | 2:1      | 0:2      |
| Іртиш                 | 3:0            | Дунав               | 1:0      | 2:0      |
| Младост               | 4:0            | Гандзасар           | 1:0      | 3:0      |
| Широкі Брієг          | 2:0            | Ордабаси            | 2:0      | 0:0      |
| Партизані             | 1:4            | Ботев (Пловдив)     | 1:3      | 0:1      |
| Пюнік                 | 1:9            | Слован (Братислава) | 1:4      | 0:5      |
| Динамо (Батумі)       | 0:5            | Ягеллонія           | 0:1      | 0:4      |
| Відеотон              | 5:3            | Бальцан             | 2:0      | 3:3      |
| Црвена Звезда         | 6:3            | Флоріана            | 3:0      | 3:3      |
| УЕ Санта-Колома       | 0:6            | Осієк               | 0:2      | 0:4      |
| Тре Пенне             | 0:7            | Работнічкі          | 0:1      | 0:6      |
| Желєзнічар            | 3:2            | Зета                | 1:0      | 2:2      |
| Сент-Джозефс          | 0:10           | АЕЛ                 | 0:4      | 0:6      |
| Валетта               | 3:0            | Фольгоре            | 2:0      | 1:0      |
| Заря                  | 3:3 (пен. 6:5) | Сараєво             | 2:1      | 1:2      |
| Рейнджерс             | 1:2            | Прогрес             | 1:0      | 0:2      |
| АЕК                   | 6:1            | Лінкольн            | 5:0      | 1:1      |
| Скендербеу            | 6:0            | Сан-Жулія           | 1:0      | 5:0      |
| Вентспілс             | 0:1            | Валюр               | 0:0      | 0:1      |
| Бала Таун             | 1:5            | Вадуц               | 1:2      | 0:3      |
| Домжале               | 5:2            | Флора               | 2:0      | 3:2      |
| Мідтьюлланн           | 10:2           | Деррі Сіті          | 6:1      | 4:1      |
| Гаугесун              | 7:0            | Колрейн             | 7:0      | 0:0      |
| Сент-Джонстон         | 1:3            | Тракай              | 1:2      | 0:1      |
| ВПС                   | 2:0            | Олімпія             | 1:0      | 1:0      |
| Крузейдерс            | 3:3 (ч)        | Лієпая              | 3:1      | 0:2      |
| Динамо (Мінськ)       | 4:1            | НСІ Рунавік         | 2:1      | 2:0      |
| Стьярнан              | 0:2            | Шемрок Роверс       | 0:1      | 0:1      |
| Одд                   | 5:0            | Балліміна Юнайтед   | 3:0      | 2:0      |
| Коннаг'с Куей Номандс | 1:3            | ГІК                 | 1:0      | 0:3      |
| Нимме Калью           | 4:2            | Б36 Торсгавн        | 2:1      | 2:1      |
| Ференцварош           | 3:0            | Єлгава              | 2:0      | 1:0      |
| Норрчепінг            | 6:0            | Приштина            | 5:0      | 1:0      |
| Шахтар                | 1:2            | Судува              | 0:0      | 1:2      |
| Рейк'явік             | 2:0            | СЯК                 | 0:0      | 2:0      |
| Левадія               | 2:6            | Корк Сіті           | 0:2      | 2:4      |
| Люнгбю                | 4:0            | Бангор Сіті         | 1:0      | 3:0      |
| Клаксвік              | 0:5            | АІК                 | 0:0      | 0:5      |

### Другий кваліфікаційний раунд
Жеребкування відбулося 19 червня 2017 року. Перші матчі відбулися 12 та 13 липня 2017 року, матчі-відповіді — 20 липня 2017 року.
| Команда 1           | Заг.           | Команда 2       | 1-й матч | 2-й матч |
| ------------------- | -------------- | --------------- | -------- | -------- |
| Бейтар              | 1:5            | Ботев (Пловдив) | 1:1      | 0:4      |
| Аполлон             | 5:1            | Заря            | 3:0      | 2:1      |
| Работнічкі          | 1:4            | Динамо (Мінськ) | 1:1      | 0:3      |
| Слован (Братислава) | 1:3            | Люнгбю          | 0:1      | 1:2      |
| Шемрок Роверс       | 2:5            | Млада Болеслав  | 2:3      | 0:2      |
| Желєзнічар          | 0:2            | АІК             | 0:0      | 0:2      |
| Корк Сіті           | 0:2            | АЕК             | 0:1      | 0:1      |
| Кайрат              | 1:3            | Скендербеу      | 1:1      | 0:2      |
| Паніоніос           | 5:2            | Горіца          | 2:0      | 3:2      |
| Астра               | 3:1            | Зіра            | 3:1      | 0:0      |
| Гаугесун            | 3:4            | Лех             | 3:2      | 0:2      |
| Брондбю             | 3:2            | ВПС             | 2:0      | 1:2      |
| Норрчепінг          | 3:3 (пен. 3:5) | Тракай          | 2:1      | 1:2      |
| Хайдук              | 3:1            | Левські         | 1:0      | 2:1      |
| Нимме Калью         | 1:4            | Відеотон        | 0:3      | 1:1      |
| Маккабі (Тель-Авів) | 5:1            | Рейк'явік       | 3:1      | 2:0      |
| Валетта             | 1:3            | Утрехт          | 0:0      | 1:3      |
| Ружомберок          | 2:1            | Бранн           | 0:1      | 2:0      |
| Лієпая              | 1:2            | Судува          | 0:2      | 1:0      |
| Габала              | 3:1            | Ягеллонія       | 1:1      | 2:0      |
| Прогрес             | 1:3            | АЕЛ             | 0:1      | 1:2      |
| Альтах              | 4:1            | Динамо (Брест)  | 1:1      | 3:0      |
| Естерсунд           | 3:1            | Галатасарай     | 2:0      | 1:1      |
| Інтер               | 2:4            | Фола            | 1:0      | 1:4      |
| Вадуц               | 0:2            | Одд             | 0:1      | 0:1      |
| Валюр               | 3:5            | Домжале         | 1:2      | 2:3      |
| Іртиш               | 1:3            | Црвена Звезда   | 1:1      | 0:2      |
| Абердин             | 3:1            | Широкі Брієг    | 1:1      | 2:0      |
| Ференцварош         | 3:7            | Мідтьюлланн     | 2:4      | 1:3      |
| Штурм               | 3:1            | Младост         | 0:1      | 3:0      |
| Шкендія             | 4:2            | ГІК             | 3:1      | 1:1      |
| Тренчин             | 1:3            | Бней-Єгуда      | 1:1      | 0:2      |
| Осієк               | 3:2            | Люцерн          | 2:0      | 1:2      |

### Третій кваліфікаційний раунд
Жеребкування відбулося 14 липня 2017 року. Перші матчі відбулися 27 липня 2017 року, матчі-відповіді — 2 та 3 серпня 2017 року.
| Команда 1              | Заг.           | Команда 2       | 1-й матч | 2-й матч |
| ---------------------- | -------------- | --------------- | -------- | -------- |
| ПСВ                    | 0:2            | Осієк           | 0:1      | 0:1      |
| Тракай                 | 2:4            | Шкендія         | 2:1      | 0:3      |
| Краснодар              | 5:2            | Люнгбю          | 2:1      | 3:1      |
| Штурм                  | 2:3            | Фенербахче      | 1:2      | 1:1      |
| Панатінаїкос           | 3:1            | Габала          | 1:0      | 2:1      |
| Млада Болеслав         | 3:3 (пен. 2:4) | Скендербеу      | 2:1      | 1:2      |
| Аустрія                | 2:1            | АЕЛ             | 0:0      | 2:1      |
| Динамо                 | 2:1            | Одд             | 2:1      | 0:0      |
| Динамо                 | 1:4            | Атлетік         | 1:1      | 0:3      |
| Олімпік                | 1:3            | ПАОК            | 1:1      | 0:2      |
| Арка                   | 4:4 (ч)        | Мідтьюлланн     | 3:2      | 1:2      |
| Естерсунд              | 3:1            | Фола            | 1:0      | 2:1      |
| Бордо                  | 2:2 (ч)        | Відеотон        | 2:1      | 0:1      |
| Маккабі (Тель-Авів)    | 2:0            | Паніоніос       | 1:0      | 1:0      |
| Утрехт                 | 2:2 (ч)        | Лех             | 0:0      | 2:2      |
| Університатя (Крайова) | 0:3            | Мілан           | 0:1      | 0:2      |
| Брондбю                | 0:2            | Хайдук          | 0:0      | 0:2      |
| Гент                   | 2:4            | Альтах          | 1:1      | 1:3      |
| Астра                  | 0:1            | Олександрія     | 0:0      | 0:1      |
| Евертон                | 2:0            | Ружомберок      | 1:0      | 1:0      |
| Абердин                | 2:3            | Аполлон         | 2:1      | 0:2      |
| Црвена Звезда          | 3:0            | Спарта          | 2:0      | 1:0      |
| Ботев (Пловдив)        | 0:2            | Марітіму        | 0:0      | 0:2      |
| Бней-Єгуда             | 1:2            | Зеніт           | 0:2      | 1:0      |
| Марсель                | 4:2            | Остенде         | 4:2      | 0:0      |
| Фрайбург               | 1:2            | Домжале         | 1:0      | 0:2      |
| АЕК                    | 3:1            | Динамо (Мінськ) | 2:0      | 1:1      |
| АІК                    | 2:3            | Брага           | 1:1      | 1:2 (дч) |
| Судува                 | 4:1            | Сьйон           | 3:0      | 1:1      |

## Раунд плей-оф
Жеребкування відбулося 4 серпня 2017 року. Перші матчі відбулися 16 та 17 серпня 2017 року, матчі-відповіді — 24 серпня 2017 року.
| Команда 1     | Заг.    | Команда 2           | 1-й матч | 2-й матч |
| ------------- | ------- | ------------------- | -------- | -------- |
| Мілан         | 7:0     | Шкендія             | 6:0      | 1:0      |
| Осієк         | 2:2 (ч) | Аустрія             | 1:2      | 1:0      |
| Краснодар     | 4:4 (ч) | Црвена Звезда       | 3:2      | 1:2      |
| Брюгге        | 0:3     | АЕК                 | 0:0      | 0:3      |
| Марітіму      | 1:3     | Динамо              | 0:0      | 1:3      |
| Панатінаїкос  | 2:4     | Атлетік             | 2:3      | 0:1      |
| Аполлон       | 4:3     | Мідтьюлланн         | 3:2      | 1:1      |
| Гапнарфйордур | 3:5     | Брага               | 1:2      | 2:3      |
| Евертон       | 3:1     | Хайдук              | 2:0      | 1:1      |
| Віїторул      | 1:7     | Ред Булл            | 1:3      | 0:4      |
| Вардар        | 4:1     | Фенербахче          | 2:0      | 2:1      |
| Аякс          | 2:4     | Русенборг           | 0:1      | 2:3      |
| Альтах        | 2:3     | Маккабі (Тель-Авів) | 0:1      | 2:2      |
| БАТЕ          | 3:2     | Олександрія         | 1:1      | 2:1      |
| Динамо        | 1:1 (ч) | Скендербеу          | 1:1      | 0:0      |
| Лудогорець    | 2:0     | Судува              | 2:0      | 0:0      |
| Домжале       | 1:4     | Марсель             | 1:1      | 0:3      |
| Партизан      | 4:0     | Відеотон            | 0:0      | 4:0      |
| Утрехт        | 1:2     | Зеніт               | 1:0      | 0:2 (дч) |
| Легія         | 1:1 (ч) | Шериф               | 1:1      | 0:0      |
| Вікторія      | 3:1     | АЕК                 | 3:1      | 0:0      |
| ПАОК          | 3:3 (ч) | Естерсундс          | 3:1      | 0:2      |

## Груповий етап
У груповому раунді беруть участь 48 команд: 16 команд, які автоматично потрапили в груповий етап, 22 переможці раунду плей-оф та 10 команд, які програли в раунді плей-оф Ліги Чемпіонів.
48 команд були розподілені за клубним рейтингом УЄФА 2017. За допомогою жеребкування команди були розподілені на 12 груп по 4 команди у кожній. Команди з однієї асоціації не можуть бути в одній групі.
У кожній групі команди грають одна з одною по 2 матчі: вдома та на виїзді (по круговій системі). Команди, що посіли перше та друге місця виходять у плей-оф.

### Група A
| Команда             | І | В | Н | П | ЗМ | ПМ | РМ | О  |
| ------------------- | - | - | - | - | -- | -- | -- | -- |
| Вільярреал          | 6 | 3 | 2 | 1 | 10 | 6  | +4 | 11 |
| Астана              | 6 | 3 | 1 | 2 | 10 | 7  | +3 | 10 |
| Славія              | 6 | 2 | 2 | 2 | 6  | 6  | 0  | 8  |
| Маккабі (Тель-Авів) | 6 | 1 | 1 | 4 | 1  | 8  | −7 | 4  |

|             | ВІЛ | МАК | АСТ | СЛА |
| ----------- | --- | --- | --- | --- |
| Вільярреал  | —   | 0:1 | 3:1 | 2:2 |
| Маккабі Т-А | 0:0 | —   | 0:1 | 0:2 |
| Астана      | 2:3 | 4:0 | —   | 1:1 |
| Славія      | 0:2 | 1:0 | 0:1 | —   |

### Група B
| Команда    | І | В | Н | П | ЗМ | ПМ | РМ | О  |
| ---------- | - | - | - | - | -- | -- | -- | -- |
| Динамо     | 6 | 4 | 1 | 1 | 15 | 9  | +6 | 13 |
| Партизан   | 6 | 2 | 2 | 2 | 8  | 9  | −1 | 8  |
| Янг Бойз   | 6 | 1 | 3 | 2 | 7  | 8  | −1 | 6  |
| Скендербеу | 6 | 1 | 2 | 3 | 6  | 10 | −4 | 5  |

|            | ДИН | ЯНБ | ПАР | СКЕ |
| ---------- | --- | --- | --- | --- |
| Динамо     | —   | 2:2 | 4:1 | 3:1 |
| Янг Бойз   | 0:1 | —   | 1:1 | 2:1 |
| Партизан   | 2:3 | 2:1 | —   | 2:0 |
| Скендербеу | 3:2 | 1:1 | 0:0 | —   |

### Група C
| Команда             | І | В | Н | П | ЗМ | ПМ | РМ | О  |
| ------------------- | - | - | - | - | -- | -- | -- | -- |
| Брага               | 6 | 3 | 1 | 2 | 9  | 8  | +1 | 10 |
| Лудогорець          | 6 | 2 | 3 | 1 | 7  | 5  | +2 | 9  |
| Істанбул Башакшехір | 6 | 2 | 2 | 2 | 7  | 8  | −1 | 8  |
| Гоффенгайм 1899     | 6 | 1 | 2 | 3 | 8  | 10 | −2 | 5  |

|                     | БРА | ЛУД | ГОФ | ІСТ |
| ------------------- | --- | --- | --- | --- |
| Брага               | —   | 0:2 | 3:1 | 2:1 |
| Лудогорець          | 1:1 | —   | 2:1 | 1:2 |
| Гоффенгайм 1899     | 1:2 | 1:1 | —   | 3:1 |
| Істанбул Башакшехір | 2:1 | 0:0 | 1:1 | —   |

### Група D
| Команда | І | В | Н | П | ЗМ | ПМ | РМ | О  |
| ------- | - | - | - | - | -- | -- | -- | -- |
| Мілан   | 6 | 3 | 2 | 1 | 13 | 6  | +7 | 11 |
| АЕК     | 6 | 1 | 5 | 0 | 6  | 5  | +1 | 8  |
| Рієка   | 6 | 2 | 1 | 3 | 11 | 12 | −1 | 7  |
| Аустрія | 6 | 1 | 2 | 3 | 19 | 16 | +3 | 5  |

|         | МІЛ | АУС | РІЄ | АЕК |
| ------- | --- | --- | --- | --- |
| Мілан   | —   | 5:1 | 3:2 | 0:0 |
| Аустрія | 1:5 | —   | 1:3 | 0:0 |
| Рієка   | 2:0 | 1:4 | —   | 1:2 |
| АЕК     | 0:0 | 2:2 | 2:2 | —   |

### Група E
| Команда  | І | В | Н | П | ЗМ | ПМ | РМ  | О  |
| -------- | - | - | - | - | -- | -- | --- | -- |
| Аталанта | 6 | 4 | 2 | 0 | 14 | 4  | +10 | 14 |
| Ліон     | 6 | 3 | 2 | 1 | 11 | 4  | +7  | 11 |
| Евертон  | 6 | 1 | 1 | 4 | 7  | 15 | −8  | 4  |
| Аполлон  | 6 | 0 | 3 | 3 | 5  | 14 | −9  | 3  |

|          | ОЛІ | ЕВЕ | АТЛ | АПО |
| -------- | --- | --- | --- | --- |
| Ліон     | —   | 3:0 | 1:1 | 4:0 |
| Евертон  | 1:2 | —   | 1:5 | 2:2 |
| Аталанта | 1:0 | 3:0 | —   | 3:1 |
| Аполлон  | 1:1 | 0:3 | 1:1 | —   |

### Група F
| Команда    | І | В | Н | П | ЗМ | ПМ | РМ | О  |
| ---------- | - | - | - | - | -- | -- | -- | -- |
| Локомотив  | 6 | 3 | 2 | 1 | 9  | 4  | +5 | 11 |
| Копенгаген | 6 | 2 | 3 | 1 | 7  | 3  | +4 | 9  |
| Шериф      | 6 | 2 | 3 | 1 | 4  | 4  | 0  | 9  |
| Фастав     | 6 | 0 | 2 | 4 | 1  | 10 | −9 | 2  |

|            | КОП | ЛОК | ШЕР | ФАС |
| ---------- | --- | --- | --- | --- |
| Копенгаген | —   | 0:0 | 2:0 | 3:0 |
| Локомотив  | 2:1 | —   | 1:2 | 3:0 |
| Шериф      | 0:0 | 1:1 | —   | 1:0 |
| Фастав     | 1:1 | 0:2 | 0:0 | —   |

### Група G
| Команда             | І | В | Н | П | ЗМ | ПМ | РМ | О  |
| ------------------- | - | - | - | - | -- | -- | -- | -- |
| Вікторія            | 6 | 4 | 0 | 2 | 13 | 8  | +5 | 12 |
| Стяуа               | 6 | 3 | 1 | 2 | 9  | 7  | +2 | 10 |
| Лугано              | 6 | 3 | 0 | 3 | 9  | 11 | −2 | 9  |
| Хапоель (Беер-Шева) | 6 | 1 | 1 | 4 | 5  | 10 | −5 | 4  |

|             | ВІК | СТЯ | ХАП | ЛУГ |
| ----------- | --- | --- | --- | --- |
| Вікторія    | —   | 2:0 | 3:1 | 4:1 |
| Стяуа       | 3:0 | —   | 1:1 | 1:2 |
| Хапоель Б-Ш | 0:2 | 1:2 | —   | 2:1 |
| Лугано      | 3:2 | 1:2 | 1:0 | —   |

### Група H
| Команда       | І | В | Н | П | ЗМ | ПМ | РМ  | О  |
| ------------- | - | - | - | - | -- | -- | --- | -- |
| Арсенал       | 6 | 4 | 1 | 1 | 14 | 4  | +10 | 13 |
| Црвена Звезда | 6 | 2 | 3 | 1 | 3  | 2  | +1  | 9  |
| Кельн         | 6 | 2 | 0 | 4 | 7  | 8  | −1  | 6  |
| БАТЕ          | 6 | 1 | 2 | 3 | 8  | 14 | −6  | 5  |

|               | АРС | БАТЕ | КЕЛ | ЦРВ |
| ------------- | --- | ---- | --- | --- |
| Арсенал       | —   | 6:0  | 3:1 | 0:0 |
| БАТЕ          | 2:4 | —    | 1:0 | 0:0 |
| Кельн         | 1:0 | 5:2  | —   | 0:1 |
| Црвена Звезда | 0:1 | 1:1  | 1:0 | —   |

### Група I
| Команда             | І | В | Н | П | ЗМ | ПМ | РМ | О  |
| ------------------- | - | - | - | - | -- | -- | -- | -- |
| Ред Булл            | 6 | 3 | 3 | 0 | 7  | 1  | +6 | 12 |
| Марсель             | 6 | 2 | 2 | 2 | 4  | 4  | 0  | 8  |
| Коньяспор           | 6 | 1 | 3 | 2 | 4  | 6  | −2 | 6  |
| Віторія (Гімарайнш) | 6 | 1 | 2 | 3 | 5  | 9  | −4 | 5  |

|           | РБЗ | МАР | ВІТ | КОН |
| --------- | --- | --- | --- | --- |
| Ред Булл  | —   | 1:0 | 3:0 | 0:0 |
| Марсель   | 0:0 | —   | 2:1 | 1:0 |
| Віторія Г | 1:1 | 1:0 | —   | 1:1 |
| Коньяспор | 0:2 | 1:1 | 2:1 | —   |

### Група J
| Команда   | І | В | Н | П | ЗМ | ПМ | РМ | О  |
| --------- | - | - | - | - | -- | -- | -- | -- |
| Естерсунд | 6 | 3 | 2 | 1 | 8  | 4  | +4 | 11 |
| Атлетік   | 6 | 3 | 2 | 1 | 8  | 5  | +3 | 11 |
| Зоря      | 6 | 2 | 0 | 4 | 3  | 9  | −6 | 6  |
| Герта     | 6 | 1 | 2 | 3 | 6  | 7  | −1 | 5  |

|            | АТЛ | ГЕР | ЗОР | ЕСТ |
| ---------- | --- | --- | --- | --- |
| Атлетік    | —   | 3:2 | 0:1 | 1:0 |
| Герта      | 0:0 | —   | 2:0 | 1:1 |
| Зоря       | 0:2 | 2:1 | —   | 0:2 |
| Естерсундс | 2:2 | 1:0 | 2:0 | —   |

### Група K
| Команда       | І | В | Н | П | ЗМ | ПМ | РМ | О  |
| ------------- | - | - | - | - | -- | -- | -- | -- |
| Лаціо         | 6 | 4 | 1 | 1 | 12 | 7  | +5 | 13 |
| Ніцца         | 6 | 3 | 0 | 3 | 12 | 7  | +5 | 9  |
| Зюлте-Варегем | 6 | 2 | 1 | 3 | 8  | 13 | −5 | 7  |
| Вітессе       | 6 | 1 | 2 | 3 | 5  | 10 | −5 | 5  |

|               | ЛАЦ | НІЦ | ЗЮЛ | ВІТ |
| ------------- | --- | --- | --- | --- |
| Лаціо         | —   | 1:0 | 2:0 | 1:1 |
| Ніцца         | 1:3 | —   | 3:1 | 3:0 |
| Зюлте-Варегем | 3:2 | 1:5 | —   | 1:1 |
| Вітессе       | 2:3 | 1:0 | 0:2 | —   |

### Група L
| Команда       | І | В | Н | П | ЗМ | ПМ | РМ  | О  |
| ------------- | - | - | - | - | -- | -- | --- | -- |
| Зеніт         | 6 | 5 | 1 | 0 | 17 | 5  | +12 | 16 |
| Реал Сосьєдад | 6 | 4 | 0 | 2 | 16 | 6  | +10 | 12 |
| Русенборг     | 6 | 1 | 2 | 3 | 6  | 11 | −5  | 5  |
| Вардар        | 6 | 0 | 1 | 5 | 3  | 20 | −17 | 1  |

|               | ЗЕН | РЕА | РУС | ВАР |
| ------------- | --- | --- | --- | --- |
| Зеніт         | —   | 3:1 | 3:1 | 2:1 |
| Реал Сосьєдад | 1:3 | —   | 4:0 | 3:0 |
| Русенборг     | 1:1 | 0:1 | —   | 3:1 |
| Вардар        | 0:5 | 0:6 | 1:1 | —   |

## Плей-оф

### 1/16 фіналу
Жеребкування відбулося 11 грудня 2017 року. Перші матчі відбулися 13 та 15 лютого, матчі-відповіді — 21 та 22 лютого 2018 року.
| Команда 1           | Заг.    | Команда 2          | 1-й матч | 2-й матч |
| ------------------- | ------- | ------------------ | -------- | -------- |
| Боруссія (Дортмунд) | 4:3     | Аталанта           | 3:2      | 1:1      |
| Ніцца               | 2:4     | Локомотив          | 2:3      | 0:1      |
| Копенгаген          | 1:5     | Атлетіко           | 1:4      | 0:1      |
| Спартак (Москва)    | 3:4     | Атлетік            | 1:3      | 2:1      |
| АЕК                 | 1:1 (ч) | Динамо             | 1:1      | 0:0      |
| Селтік              | 1:3     | Зеніт              | 1:0      | 0:3      |
| Наполі              | 3:3 (ч) | РБ Лейпциг         | 1:3      | 2:0      |
| Црвена Звезда       | 0:1     | ЦСКА               | 0:0      | 0:1      |
| Ліон                | 4:1     | Вільярреал         | 3:1      | 1:0      |
| Реал Сосьєдад       | 3:4     | Ред Булл           | 2:2      | 1:2      |
| Партизан            | 1:3     | Вікторія           | 1:1      | 0:2      |
| Стяуа               | 2:5     | Лаціо              | 1:0      | 1:5      |
| Лудогорець          | 0:4     | Мілан              | 0:3      | 0:1      |
| Астана              | 4:6     | Спортінг (Лісабон) | 1:3      | 3:3      |
| Естерсунд           | 2:4     | Арсенал            | 0:3      | 2:1      |
| Марсель             | 3:1     | Брага              | 3:0      | 0:1      |

### 1/8 фіналу
Жеребкування відбулося 23 лютого 2018 року. Перші матчі відбудуться 8 березня, матчі-відповіді — 15 березня 2018 року.
| Команда 1           | Заг.    | Команда 2 | 1-й матч | 2-й матч |
| ------------------- | ------- | --------- | -------- | -------- |
| Лаціо               | 4:2     | Динамо    | 2:2      | 2:0      |
| РБ Лейпциг          | 3:2     | Зеніт     | 2:1      | 1:1      |
| Атлетіко            | 8:1     | Локомотив | 3:0      | 5:1      |
| ЦСКА                | 3:3 (ч) | Ліон      | 0:1      | 3:2      |
| Марсель             | 5:2     | Атлетік   | 3:1      | 2:1      |
| Спортінг (Лісабон)  | 3:2     | Вікторія  | 2:0      | 1:2 (дч) |
| Боруссія (Дортмунд) | 1:2     | Ред Булл  | 1:2      | 0:0      |
| Мілан               | 1:5     | Арсенал   | 0:2      | 1:3      |

### 1/4 фіналу
Жеребкування відбулося 16 березня 2018 року. Перші матчі відбулися 5 квітня, матчі-відповіді — 12 квітня 2018 року.
| Команда 1  | Заг. | Команда 2          | 1-й матч | 2-й матч |
| ---------- | ---- | ------------------ | -------- | -------- |
| РБ Лейпциг | 3:5  | Марсель            | 1:0      | 2:5      |
| Арсенал    | 6:3  | ЦСКА               | 4:1      | 2:2      |
| Атлетіко   | 2:1  | Спортінг (Лісабон) | 2:0      | 0:1      |
| Лаціо      | 5:6  | Ред Булл           | 4:2      | 1:4      |

### 1/2 фіналу
Жеребкування відбулося 13 квітня 2018 року. Перші матчі відбулися 26 квітня, матчі-відповіді — 3 травня 2018 року.
| Команда 1 | Заг. | Команда 2 | 1-й матч | 2-й матч |
| --------- | ---- | --------- | -------- | -------- |
| Марсель   | 3:2  | Ред Булл  | 2:0      | 1:2 (дч) |
| Арсенал   | 1:2  | Атлетіко  | 1:1      | 0:1      |

### Фінал
Фінал відбувся 16 травня 2018 року на стадіоні «Парк Олімпік Ліонне» в передмісті Ліона, Десін-Шарп'є.
| 16 травня 2018 20:45 CEST |

| Марсель | 0:3             | Атлетіко                   |
| ------- | --------------- | -------------------------- |
|         | Протокол(англ.) | Грізманн 21', 49' Габі 89' |

| «Парк Олімпік Ліонне», Десін-Шарп'є Глядачів: 55 768 Арбітр: Бйорн Кейперс |

## Бомбардири
| №  | Гравець           | Команда       | Голи | ХВ   |
| -- | ----------------- | ------------- | ---- | ---- |
| 1  | Чіро Іммобіле     | Лаціо         | 8    | 582  |
| 1  | Аріц Адуріс       | Атлетік       | 8    | 801  |
| 3  | Жуніор Мораес     | Динамо        | 7    | 742  |
| 4  | Маріо Балотеллі   | Ніцца         | 6    | 528  |
| 4  | Антуан Грізманн   | Атлетіко      | 6    | 631  |
| 4  | Олександр Кокорін | Зеніт         | 6    | 698  |
| 4  | Андре Сілва       | Мілан         | 6    | 722  |
| 4  | Еміліано Рігоні   | Зеніт         | 6    | 775  |
| 4  | Мануел Фернандеш  | Локомотив     | 6    | 900  |
| 10 | Арлем Гноере      | Стяуа         | 5    | 344  |
| 10 | Вілліан Жозе      | Реал Сосьєдад | 5    | 384  |
| 10 | Патрік Твумасі    | Астана        | 5    | 717  |
| 10 | Валон Беріша      | Ред Булл      | 5    | 1138 |
| 10 | Моанес Дабур      | Ред Булл      | 5    | 1286 |

Джерело: